# As Aventuras do Caça-Feitiço
As Aventuras do Caça-feitiço (The Wardstone Chronicles, no original em inglês) é uma série romântica de livros infanto-juvenis de aventura, suspense e fantasia escrita pelo britânico Joseph Delaney e publicada no Brasil pela editora Bertrand Brasil. A série é sobre Thomas J. Ward, o sétimo filho de um sétimo filho, que pode ver criaturas das trevas e outras coisas que os outros não podem. Ele está sendo ensinado para ser um "Caça-feitiço", e aprenderá a lidar com as trevas.
Treze livros da série foram escritos até o momento: O Aprendiz, A Maldição, O Segredo, A Batalha, O Erro, O Sacrifício, O Pesadelo, O Destino, Eu Sou Grimalkin,  O Sangue, O Conto de Slither, Alice e Vingança, sendo que no Brasil apenas os onze primeiros foram lançados.

## Livros

### O Aprendiz
Thomas Ward é o sétimo filho de um sétimo filho e se tornou aprendiz do Caça-feitiço. A missão é árdua, o Caça-feitiço é um homem frio e distante, e muitos aprendizes já fracassaram. De alguma forma, Thomas terá de aprender a exorcizar fantasmas, deter feiticeiras e amarrar ogros. Quando porém, é enganado e cai na armadilha de libertar Mãe Malkin, a feiticeira mais malévola do Condado, começa o horror. Então Tom tem que fazer a coisa certa para que ninguém saia ferido.

### A Maldição
No segundo livro, o Caça-feitiço e seu aprendiz, Thomas Ward, seguirão numa missão para mais um combate infernal. No fundo das catacumbas da catedral de Priestwon se esconde uma criatura que o Caça-feitiço jamais conseguiu derrotar, O Flagelo. É uma criatura tão diabólica que todo o Condado corre o risco de ser corrompido por seus sinistros poderes. Quando Tom e seu mestre se preparam para a batalha de suas vidas, torna-se evidente que o Flagelo não é o seu único inimigo: o alto Inquisidor acabou de chegar a cidade visando queimar pessoas que segundo ele são bruxos.
Nessa Cidade Tom acaba descobrindo certos segredos da vida do caça-feitiço, e para sua preocupação descobre que um dos prisioneiros do alto inquisidor é uma pessoa próxima a ele Alice. Agora ele terá que resgatá-la, garantir a segurança do seu mestre e destruir a criatura.

### O Segredo
À medida que o tempo esfria e as noites se alongam no Condado, o Caça-feitiço recebe uma visita inesperada e indesejável. Tom não sabe porque a presença de um estranho perturbou tanto seu mestre, mas o Caça-feitiço anuncia que está na hora de partir para sua casa de inverno em Anglezark. A casa é desolada, assustadora, e tem um porão fundo, cheio de feiticeiras e ogros aprisionados. Com o transcorrer dos meses de inverno, Tom descobre mais dados sobre seu mestre e a identidade do misterioso visitante, que, aparentemente, é um inimigo do Caça-feitiço. Serão eles alcançados pelas sombras do passado? Que perigos Tom terá de enfrentar quando finalmente forem revelados os segredos que seu mestre vem tentando esconder do mundo?

### A Batalha
As feiticeiras estão se insurgindo em Pendle,e,se os tres clãs mais poderosos se unirem para conjurar um mal inimaginável, eles serão capazes de ressuscitar as trevas - o próprio Diabo encarnado. Tom e seu mestre precisam partir com urgência para Pendle. O impensável tera de ser evitado. Antes, porem,de enfrentar a estrada, O caça feitiço ordena que Tom vá até o sitio e traga os baús que sua mãe lhe deixou. Que segredos familiares sombrios estão guardados nesses baús? Eles colocarão a família de Tom em perigo ainda maior ou fornecerão a ajuda de que ele e seu mestre vão precisar?

### O Erro
À medida que aumenta o perigo na cidade, Tom é enviado ao norte por seu mestre para ser treinado por Bill Arkwright, outro Caça-feitiço. Arkwright vive em um moinho assombrado à beira de um pântano traiçoeiro e seus métodos de treinamento são duros e por vezes cruel. Mas ele já teve de endurecer muitos aprendizes anteriormente e agora deve fazer o mesmo com Tom, para prepará-lo aos perigos futuros da vida. Mas quando o Demônio manda a própria filha, a antiga e poderosa bruxa Morwena, para destruir Tom, Arkwright comete um erro de julgamento e Tom se vê enfrentando seus inimigos sozinho. O Caça-feitiço e Alice percebem o perigo, e apressam-se para ajudá-lo, mas mesmo suas forças combinadas serão suficiente para fazer frente ao terrível poder da escuridão? E o que consequências o erro do Caça-feitiço poderá trazer dando a vitória final para a escuridão?

### O Sacrifício
Dessa vez, a mãe de Tom precisa da sua ajuda para evitar que sua terra natal, a Grécia, seja dominada por Ordeen. Para o combate, ela juntou um grupo poderoso. O problema é que entre eles estão as feiticeiras de Pendle. Poderá Tom ir contra os ensinamentos do Caça-Feitiço? Que sacrifícios serão realizados na importante batalha contra o Mal?

### O Pesadelo
O Caça-Feitiço e seu aprendiz, Thomas Ward, voltaram para o condado depois de uma viagem longa e uma dura batalha. Mas seus problemas estão longe de acabar. Suas casas foram destruídas por inimigos. A casa do Caça-Feitiço em ruínas, o ogro protetor fugiu, e as bruxas aprisionadas também , e uma delas era Lizzie Ossuda. Agora Tom , o Caça-Feitiço e Alice viajam para a Ilha de Mona , sem uma recepção calorosa , também terão de enfrentar uma criatura nativa nada amigável.

### O Destino
Thomas Ward tem servido como aprendiz do Caça-Feitiço por três anos. Ele lutou contra ogros, feiticeiras, demônios e até mesmo o próprio diabo. Tom tem inimigos: o Maligno á espreita dele, esperando por um momento de fraqueza. A terrível Morrigan, deusa com aparência de corvo , alertou para nunca pisar em sua terra natal, a Irlanda.

### Eu Sou Grimalkin
"Eu sou Grimalkin, e eu já escolhi aqueles que eu vou matar..." Grimalkin tornou a ambição de sua vida destruir o Maligno, para vingar o assassinato brutal de seu filho. Mesmo a contragosto, uniu forças com o caça-feitiço e seu aprendiz, Tom, e ajudou-os a amarrar o próprio Diabo. Porém agora sua missão é mortal. Ela tem que ajudá-los a prender o espírito do Maligno para sempre, não importa quem - ou o quê - tente os impedir... Esta arrepiante trama de "As Aventuras do Caça-Feitiço" protagoniza Grimalkin, a terrível feiticeira assassina, temida em todos os lugares em que é conhecida.

### O Sangue
O tempo está se esgotando para Thomas Ward. Sua batalha final contra o Maligno está se aproximando, e o aprendiz do Caça-Feitiço nunca se sentiu mais sozinho em sua tarefa. Isolado e com medo, o Maligno planeja enviar o maior de seus servos contra ele – Siscoi, um Deus Vampiro mais feroz que tudo que ele já enfrentou. Tom deve arriscar sua vida para impedir que as bestas malignas entrem neste mundo, mesmo quando descobre que a destruição final do Maligno pode envolver um sacrifício mais terrível do que ele pode imaginar...

### O Conto de Slither
Slither não é humano. Longe do condado protegido por Caça-Feitiços, ele faz dos humanos suas presas, invadindo suas casas para se alimentar de seu sangue enquanto dormem.
Quando um fazendeiro local morre, é natural que Slither queira fazer um banquete com suas queridas filhas. Mas o fazendeiro ofereceu uma troca: em troca da segurança das garotas mais jovens, Slither poderia ficar com a filha mais velha, Nessa, e fazer o que quiser com ela...
A promessa de Slither leva ele e Nessa à uma jornada traiçoeira onde inimigos esperam em cada esquina. Inimigos que incluem Grimalkin, a terrível feiticeira assassina, ainda buscando uma forma de destruir o Maligno de uma vez por todas.

### Alice
Ao longo dos anos, Alice lutou lado a lado com o Caça-Feitiço e seu aprendiz, Thomas Ward. Mas agora Alice está sozinha no reino das trevas. E as criaturas que ela ajudou a banir para lá, agora tem a chance de se vingar.
Alice deve buscar a arma final para destruir o Maligno. Se ela falhar, o mundo cairá em desespero e escuridão. Se ela conseguir, terá de enfrentar a própria morte pelas mãos de seu mais querido amigo. Mas ela poderá impedir que a escuridão a tome completamente...?

### Vingança
"Ele é o sétimo filho de um sétimo filho. Seu nome é Thomas J. Ward e ele é o meu presente a este Condado. Mandarei notícias quando ele tiver idade suficiente. Treine-o bem. Ele será o melhor aprendiz que você já teve e será também o último."
Essas foram as palavras da mãe de Tom para o caça-feitiço do condado há alguns anos.  Embora Tom, o Caça-feitiço e seus aliados se preparam para combater o Maligno com todas suas forças, para finalmente realizar sua vingança, resta agora saber se as palavras da mãe de Tom se tornarão realidade.

## Personagens

### Thomas J. Ward
Tom é o aprendiz de John Gregory, o Caça-feitiço. Ele é o sétimo filho de um sétimo filho. Não se sabe muito sobre sua aparência, mas foi escrito em O Aprendiz que ele tem olhos verdes e é canhoto, o que parece ser comum entre os caça-feitiços.

### John Gregory
O Sr. Gregory é o Caça-feitiço do Condado. Ele tem um passado obscuro que aos poucos é revelado a Tom. Foi inicialmente treinado para ser um padre, mas se apaixonou pela noiva de seu irmão e então tornou-se um caça-feitiço. Ele tem um irmão chamado Andrew, que é serralheiro. Ele possui duas casas, uma em Chipenden (que é a sua casa de verão) e uma em Anglezarke (sua casa de inverno).

### Alice Deane
No primeiro livro, Alice se diz sobrinha da feiticeira Lizzie Ossuda. Ela conhece Tom em Chipenden e ele fica lhe devendo um favor. A pedido de sua tia, ela convence Tom a entregar três bolos para Mãe Malkin, uma feiticeira poderosa que fica enterrada no jardim do Caça-feitiço.
E Alice marca Tom com suas proprias unhas quando estão em perigo. No quinto livro o próprio Maligno conta a Tom que ela é sua filha e também de Lizzie Ossuda contradizendo o que todos acreditavam.
E Alice acaba virando uma grande amiga de tom,e ele confia muito nela também, mas o caça-feitiço não gosta muito dela e não tem confiança e diz que ela pode atrapalhar ele nos estudos

### A Mãe de Tom
A mãe de Tom, ou Mamãe, é uma mulher muito misteriosa. É revelado no sexto livro que ela é a primeira feiticeira Lâmia da história. Os pais de Tom se conheceram na Grécia, quando Mamãe estava presa em uma pedra com uma corrente de prata. O pai de Tom salvou a sua vida cobrindo-a com suas roupas para que ela não queimasse com o Sol. Eles se casaram e tiveram sete filhos, três dos quais tem nomes revelados (Jack, James e Tom).

## A Série
Haverá pelo menos sete livros da série dos quais, seis já foram publicados. A Warner Bros planeja fazer um filme sobre o primeiro livro da série. De acordo com uma entrevista à BBC, "Delaney espera um mínimo de sete livros na série, mas talvez mais se ele continuar a ter idéias. Ele também está pensando em uma prequela (história paralela) sobre Alice e seu treinamento como feiticeira antes dela conhecer Tom e se envolver com ele e o Caça-feitiço."
| Título em português | Título Original             | Lançamento em inglês | Lançamento em português |
| O Aprendiz          | The Spook's: Apprentice     | 2004                 | 2008                    |
| A Maldição          | The Spook's; Curse          | 2005                 | 2009                    |
| O Segredo           | The Spook's: Secret         | 2006                 | 2009                    |
| A Batalha           | The Spook's: Battle         | 2007                 | 2010                    |
| O Erro              | The Spook's: Mistake        | 2008                 | 2012                    |
| O Sacrifício        | The Spook's: Sacrifice      | 2009                 | 2012                    |
| O Pesadelo          | The Spook's: Nightmare      | 2010                 | 2013                    |
| O Destino           | The Spook's: Destiny        | 2011                 | 2014                    |
| Eu sou Grimalkin    | The Spook's: I am Grimalkin | 2011                 | 2015                    |
| O Sangue            | The Spook's: Blood          | 2012                 | 2016                    |
| O Conto de Slither  | The Spook's: Slither Tale   | 2012                 | 2017                    |
| Eu sou Alice        | The Spook's: I'm Alice      | 2013                 |                         |
| A Vingança          | The Spook's: Revenge        | 2013                 |                         |

### Livros paralelos à série
- O Conto do Caça-feitiço (The Spook's Tale) - 2009
- As Feiticeiras de Wardstone (The Spook's Stories - Withces) - 2010
- O Bestiário do Caça-feitiço (The Spook's Bestiary) - 2010  -  Lançado no Brasil em 2015 (Com participação do autor na Bienal 2015)

## O Filme
A Warner Bros comprou os direitos para o cinema do primeiro livro. O filme encontra-se em pré-produção. O diretor do filme será Sergei Bodrov.
Jeff Bridges foi indicado para ser o Caça-Feitiço John Gregory, e Julianne Moore para ser a feiticeira malevolente Mãe Malkin.
O ator que antes seria Tom, Alex Pettyfer ,foi desligado da produção,fez com que vários outros atores fossem testados para o papel, incluindo Sam Claflin, Caleb Landry Jones e James Frecheville. Jennifer Lawrence foi reportada para o papel de Alice, mas desistiu para atuar em The Hunger Games.
Em março de 2011, o ator britânico Sam Claflin e a atriz sueca Alicia Vikander Estavam negociando para atuarem respectivamente como Tom e Alice. Em junho de 2011, deu-se a notícia que Claflin não se interessava mais no papel que Ben Barnes aceitou, e agora faz parte do elenco.